# 犯罪都市 NO WAY OUT
『犯罪都市 NO WAY OUT』（はんざいとし ノーウェイアウト、朝鮮語原題：범죄도시3、英題：The Roundup: No Way Out）は、2023年に公開された韓国の刑事アクション映画。韓国の人気シリーズ『犯罪都市』の3作目であり、マ・ドンソクが引き続き主役の「マ・ソクト刑事」を演じる。『犯罪都市』（2017年）、『犯罪都市 THE ROUNDUP』（2022年）の続編となっている。
韓国では2023年5月31日に公開、日本では2024年2月23日に公開された。

## 概要
韓国内外で本シリーズは大ヒット作となり、本作も公開1ヶ月で韓国国内動員1,000万人、韓国国内興行収入は日本円換算で100億円、世界興行収入は2023年10月時点で8,000万米ドルを突破している。既に次作の制作も並行して行われており、韓国では2024年4月24日に本作の続編である『犯罪都市 PUNISHMENT』（原題：犯罪都市4）が公開された。
本シリーズでは敵役がグローバルに設定されており、1作目（中国朝鮮族のチャイニーズマフィア）、2作目（ベトナムの韓国人凶悪殺人犯）に続いて、3作目は日本の暴力団「一条組」が重要な役割を果たす。
本作の舞台はインチョン(仁川)広域市であり、日本からは青木崇高と國村隼が出演する。青木は本作が初の韓国映画出演となる。さらに イ・ジュニョクが、捜査を撹乱する悪徳麻薬捜査官役として、青木とダブルヴィランを演じる。
本作のモチーフは、2017～2018年に韓国で摘発された、韓国・日本・台湾の犯罪組織の連携による、覚せい剤の大規模な密輸事件である。

## あらすじ
舞台は前作『犯罪都市 THE ROUNDUP』の事件解決から7年後となる2015年。マ・ソクト刑事は過去の難事件解決の実績を買われ、ソウル・クムチョン(衿川)警察署強力班副班長から、ソウル地方警察庁広域捜査隊副チーム長に異動していた。
マ・ソクトはソウル清潭洞(チョンダムドン)で発生したある女性の転落死事件の捜査過程で、事件の背後に存在する強力な新型合成麻薬「ハイパー」と密売人の日系韓国人「ヒロシ」、そして「ハイパー」を韓国で密売する日本の暴力団「一条組」の情報を得る。
一方、麻薬捜査官であるクリョン(九龍)警察署麻薬班長のチュ・ソンチョルは、同じ警察組織であるにもかかわらず、なぜかソウル広域捜査隊の捜査を先回りして妨害していた。実は、チュ・ソンチョルは警官でありながら、以前から犯罪組織と結託して麻薬の密売を行っており、さらに自分に逆らう人間は容赦なく平然と殺害する凶悪な異常犯罪者であった。
チュ・ソンチョルは、以前は韓国の暴力団「シロザメ派」と麻薬密売で連携していたが、シロザメ派組長の死後、一条組韓国支部長「トモ」と癒着して、一条組が本来韓国で捌くはずの「ハイパー」の一部を横流しさせ、第三者に転売して荒稼ぎしていた。
一条組韓国支部の横流しを重く見た一条組会長は、日本刀を駆使する殺し屋・リキのチームを日本から韓国に送り込み、韓国で「ハイパー」の横流しに関わっている人間の洗い出しと徹底的な殲滅作戦を開始する。
一方、マ・ソクトたちのチームは、一条組系列のヨットクラブ「マリンボーイ」を捜索し、係留されていたヨット「ルーシー」に隠されていた「ハイパー」を見つけ出す。また、様々な状況証拠から、同じ警察組織のチュ・ソンチョルが「ハイパー」密売事件の黒幕であることを確信した。
マ・ソクトたちのチームは押収した「ハイパー」と「シロザメ派」構成員のチョロンを利用してチュ・ソンチョルをおびき出そうとするが、チュ・ソンチョルの謀略によりリキと直接戦うことになってしまう。死闘の末リキを倒したマ・ソクトは、ソウル地方警察庁広域捜査隊のメンバーとともにクリョン警察署に乗り込み、警官の皮を被った凶悪犯罪者チュ・ソンチョルとの一騎打ちに挑む。

## キャスト
注：本項の配役は映画.comの記載と、韓国語版Wikipediaの解説を統合したものである。
※括弧内は日本語吹替

### ソウル地方警察庁広域捜査隊
- マ・ソクト - マ・ドンソク（小山力也）

世界中で発生する困難な事件を拳一つで超法規的に解決する「怪物刑事」。本作ではソウル地方警察庁広域捜査隊の所属として事件を解決する。
- キム・マンジェ - キム・ミンジェ（朝鮮語版）

広域捜査隊でマ・ソクトの右腕として働く。
- チャン・テス - イ・ボムス（森久保祥太郎）

ソウル地方警察庁広域捜査隊長。売人のヒロシを逮捕後、連行中にチュ・ソンチョルの一団に車をぶつけられて押収した「ハイパー」を奪われ、怪我を負って入院してしまう。
- ヤン・ジョンス - イ・ジフン（朝鮮語版）（岡田雄樹[7]）

ソウル地方警察庁広域捜査隊の刑事。
- チョン・デビッド - キム・ドゴン（朝鮮語版）

ソウル地方警察庁広域捜査隊で最年少の刑事。

### 一条組
- リキ（Ricky） - 青木崇高

日本の暴力団・一条組の殺し屋で、本作のサブヴィラン。日本刀を駆使して相手を攻撃・殺害するのが得意。一条組会長の指示で韓国に潜入する。
- マハ - ホン・ジュニョン（朝鮮語版）

リキの右腕として日本から送り込まれた一条組組員。「マハ」を演じているホン・ジュニョンは韓国の総合格闘技選手であり、マ・ソクトとの対決シーンにも総合格闘技の要素を盛り込んだアクション設計がなされている。
- マサ - イ・テギュ（朝鮮語版）

リキ、マハとともに日本から送り込まれた一条組組員。ヨットクラブでマ・ソクトに倒される。
- 一条組会長 - 國村隼

一条組の会長。「ハイパー」横流しの黒幕が、かつての取引相手だったチュ・ソンチョルであることを見抜いている。

#### 一条組韓国支部
- トモ（トモカワ・リョウ） - アン・セホ（朝鮮語版）

一条組韓国支部長。「ハイパー」をチュ・ソンチョルに横流ししている。日本から送り込まれたリキによって殺害される。
- キム・ヒロシ - カン・ユン（朝鮮語版）（岡田雄樹[7]）

一条組韓国支部の「ハイパー」の売人で、日系韓国人。チュ・ソンチョルによって殺害される。
- キム・ヤンホ - チョン・ソクホ（朝鮮語版）

一条組の韓国支部構成員。「ハイパー」の小分けや密売などを担当している下っ端組員で、ソウル地方警察庁広域捜査隊に拘束された後は事件解決に協力する。

### クリョン警察署麻薬班
- チュ・ソンチョル[注釈 7] - イ・ジュニョク（朝鮮語版）（前野智昭）

クリョン警察署麻薬班長を務める麻薬捜査官。警官でありながら麻薬の密売に手を染め、先回りしてソウル広域捜査隊の捜査を妨害する、本作のメインヴィラン。自分に逆らう人間は何のためらいもなく容赦なく殺害する異常者。
- キム・ヨングク - ハン・ギュウォン（朝鮮語版）
- イ・ガンホ - チェ・ウジュン（朝鮮語版）

いずれもクリョン警察署麻薬班の麻薬捜査官でありながら、上司のチュ・ソンチョルの麻薬密売の手助けをしている。イ・ガンホはリキによって殺害される。

### インチョン北部署麻薬班
- チョン・キョンシク - リュ・ソンヒョン（朝鮮語版）

北部署麻薬班長。「ハイパー」密売を捜査していたところ、一条組韓国支部に捕まって拷問を受ける。そして、同じ警官でありながら一条組韓国支部と癒着しているチュ・ソンチョルによって殺害され、遺体は海に投げ込まれた。
- ファン・ドング - チェ・ドング（朝鮮語版）（岡田雄樹[7]）
- コン・テイル - イ・セホ（朝鮮語版）

いずれも北部署麻薬班のメンバー。行方不明になったチョン班長を探しており、マ・ソクトの捜査に協力する。

### 中国麻薬マフィア
- ジン会長 - シム・ヨンウン（朝鮮語版）

チュ・ソンチョルの「ハイパー」の取引相手の女ボス。
- ペク社長 - キム・キホ

ジン会長の部下。チュ・ソンチョルに殺される。

### マ・ソクトの協力者
- チョロン[注釈 8] - コ・ギュピル（朝鮮語版）

韓国の暴力団「シロザメ派」の構成員。詐欺まがいの手口で水没車などを売りつける悪徳中古車店や、ナイトクラブ「サイバークラブ」を経営している。シロザメ派が過去にチュ・ソンチョルと接点があった点をマ・ソクトに見込まれて、事件解決に重要な役割を果たす。
- ミミ - ペ・ヌリ（朝鮮語版）

チョロンが日本語通訳として連れてきた「サイバークラブ」のホステス。話す日本語はいわゆる「ギャル語」である。

### その他
- イ・サンチョル - チェ・グァンジェ（朝鮮語版）

「ハイパー」密売の舞台となっていたソウル・チョンダムドンの「クラブオレンジ」の社長。当初は広域捜査隊の事情聴取に非協力的だったが、「真実の部屋」により一転して真相を話し始める。
- チャン・イス(張夷帥) - パク・ジファン（朝鮮語版）

中国・延辺出身の朝鮮族。1作目で同じ朝鮮族のチャイニーズマフィア「フンリョン組」との死闘を演じた韓国の朝鮮族マフィア「イス(夷帥)組」の元組長。その後は裏稼業から足を洗ってカタギとなり、ゲームセンターなどを経営している。次作『犯罪都市4』の予告として、本作のエンドロールにカメオ出演する。